# Луизиания
Луизиания (порт. Luiziânia)  —  муниципалитет в Бразилии, входит в штат Сан-Паулу. Составная часть мезорегиона Арасатуба. Входит в экономико-статистический  микрорегион Биригуи. Население составляет 4360 человек на 2006 год. Занимает площадь 167,008 км². Плотность населения — 26,1 чел./км².

## Статистика
- Валовой внутренний продукт на 2003 составляет 35.310.094,00 реалов (данные: Бразильский институт географии и статистики).
- Валовой внутренний продукт на душу населения на 2003 составляет 8.171,74 реалов (данные: Бразильский институт географии и статистики).
- Индекс развития человеческого потенциала на 2000 составляет 0,762 (данные: Программа развития ООН).